# Gmina Des Moines (hrabstwo Dallas)

Położenie Gminy Des Moines w hrabstwie Dallas

Gmina Des Moines (ang. Des Moines Township) – gmina w USA, w stanie Iowa, w hrabstwie Dallas. Według danych z 2000 roku gmina miała 1 730 mieszkańców, a jej powierzchnia wynosi 92,59 km².